# Miguel António da Silveira e Sousa
Miguel António da Silveira e Sousa (São Tiago, Calheta, ilha de São Jorge — ?) foi um nobre português, produtor Agrícola em terras próprias e militar do exército português

## Biografia
Foi um dos maiores detentores de terras no concelho da Calheta onde foi Capitão-mor da Vila da Calheta, ilha de São Jorge. Desde o início do povoamento a sua família esteve ligada à aristocracia da ilha de são Jorge, tendo feito a sua justificação de nobreza na vila da Calheta.
A sua casa na Calheta herança dos seus antepassados é uma autentica jóia de arquitectura civil, trata-se de uma casa solarenga em Caixotão com capela em destaque, e uma cartela no centro da fachada a informar ter pertencido em 1822 a Miguel António da Silveira e Sousa, esta casa por casamento passou à família Noronha.
Durante o seu mandato como capitão-mor da Calheta, comprou várias peças aos salvados do barco negreiro francês Mont Ferran, que tinha naufragado na baía junto à povoação. Este conjunto de peças representa um valioso testemunho sobre a continuidade da escravatura no século XIX, apesar de entretanto se ter tornado ilegal, uma vez que em território nacional existem poucos registos desta prática, pelo que o espólio do Mont Ferran é considerando de grande importância.

## Relações familiares
Foi filho de António Silveira de Ávila e de D. Catarina Machado de Azevedo.
Casou com D. Maria Josefa da Silveira e Cunha em São Tiago. Filha de Lázaro Teixeira dos Santos e de D. Isabel Gregório de quem teve:
1. António da Silveira Ávila, casado com D. Isabel Micaela de Jesus.
2. D. Rita de Cássia